# Шу, Робин
Робин Шу (англ. Robin Shou, иер. трад. 仇雲波, кант.-рус.: Чхау Ваньбо, палл.: Цю Юньбо; род. 17 июля 1960, Британский Гонконг) — голливудский актёр китайского происхождения. Наиболее известен по роли Лю Кана в фильмах «Смертельная битва» и «Смертельная битва 2: Истребление».

## Биография
Робин Шу родился 17 июля 1960 года в Гонконге. Его отец был портным, а мать — домохозяйкой, которая присматривала за пятью детьми. Робин был очень привязан к матери, и даже несмотря на то, что она умерла в октябре 1997 года (во время завершения съёмок «Смертельная битва 2: Истребление»), он до сих пор говорит о ней лишь в настоящем времени. Его мать, несмотря на то, что никогда не одобряла его актёрскую деятельность, тем не менее, и не пыталась его отговаривать от этой затеи. Отца же сам Робин описывает как жёсткого человека, не всегда справедливого и добродушного. Робин стал четвёртым среди пяти детей: у него есть две старшие сестры, старший и младший братья. В 1971 году семья переезжает из Гонконга в Америку, и Робин, как самый способный из всех детей, быстро выучивает английский. В Калифорнии Робин окончил среднюю школу Палм-Спрингс.
В 19 лет он начал заниматься кэмпо-каратэ, но вскоре понял, что это ему не приносит желаемого результата, и бросил занятия. Полтора года спустя, он попадает на демонстрацию Пекинской сборной по ушу. Она его так вдохновила, что в 1981 году он продал машину и отправился в Китай изучать ушу. Его родители даже не знали где он, пока его тётя не написала матери, что Робин находится в Нанкине.
Изучение боевых искусств даётся ему легко, и вот уже в национальном соревновании в 1982-83 годах Робин выигрывает серебряную медаль за рукопашную часть и золотую за часть с оружием. Робин становится мастером ушу, и его тренировками занимается тренер национальной сборной США по этому виду спорта Эрик Чен.
Позже Шу вернулся в Калифорнийский государственный университет в Лос-Анджелес и получил степень бакалавра в гражданском строительстве. Получив диплом инженера, он не стал работать по профессии, и переквалифицировался в киноактёра.

## Карьера

### Начало карьеры
С началом его кинокарьеры во второй половине 1980-х увеличиваются и амбиции, и увидев, что его не так хорошо принимают в Гонконге, как могли бы, Робин пытается начать карьеру в Голливуде, снявшись в телефильме «Forbidden Nights». Не получив широкой известности, в декабре 1989 года, только закончив съёмки (фильм ещё даже не был смонтирован), он возвращается в Гонконг, оставив на время надежду сниматься в Голливуде. Там он получил роль главного злодея в фильме «Клетка тигра 2» признанного мастера боевого кино Юнь Вопхина, где его оппонентом выступил сам Донни Йен, к тому времени уже раскрученная звезда. Но, похоже, он сделал ставку не на ту лошадь — и к 1992 году он безнадёжно скатывается в пучину дешёвых боевичков, снятых за полтора доллара на Филиппинах людьми типа Филипа Ко. Небольшим исключением стала для него роль в «Black Cat 2», которая, тем не менее, так и не смогла исправить общую все более и более портящуюся картину его творчества. Именно тогда он решает вновь вернуться в США.

### «Смертельная Битва»
В 1994 году для обеспечения себе финансовой поддержки он открывает импортно-экспортный бизнес спорттоваров совместно с коллегой, и практически уже расстаётся с мыслью продолжения кинокарьеры, когда неожиданно он получает звонок от своего агента, предлагающего ему роль в новом фильме «Смертельная битва». Робин уже пытался отказаться, думая, что его опять пытаются взять на роль какого-то злодея, которого с позором изобьют к середине фильма, но на пробы всё-таки пошёл, и был утверждён на роль Лю Кана, обойдя таких людей, как Дастин Нгуен, Расселл Вонг и Джейсон Скотт Ли. Результат известен — родился ещё один культ. Робин же сам очень гордится этой своей работой, говоря: «У меня не было дублёра. Я сам выполнял все трюки и ставил все свои боевые сцены, в том числе схватку Рептилии против Лю Кана и Скорпиона против Джонни Кейджа».

### Продолжение карьеры
Тем не менее карьера его неуклонно идёт на спад. Комедия «Ниндзя из Беверли-Хиллз» с Крисом Фарли в главной роли хоть и оказалась вполне неплохой, не добавила Робину очков как актёру и бойцу. А фильм «Смертельная битва 2: Истребление» после потрясающего старта в прокате резко осел на последние места буквально со второй недели.
Во второй половине 2000-х годов наблюдается повышение интереса к актёру — его приглашают на роли в фильмы «DOA: Живым или мёртвым», «Стритфайтер» и в трилогию «Смертельная гонка».
В 2012 году принимал участие в озвучивании игры Sleeping Dogs. В 2015 году Робин присоединился к актёрскому ансамблю фильма «Кун-фу ковбой»

## Хобби
Робин создаёт керамические изделия, заменяя тем самым медитацию. Однажды он записался на вечерние курсы, чтобы научиться искусству, и обнаружилось, что у него хорошие способности для ручной работы. Робин быстро обучился ремеслу, хотя считает это занятие довольно скучным. Тем не менее бросать гончарное дело актёр не спешит.
Любимая музыкальная группа — The Beatles. Любимая еда — японская и тайская кухня. Любимый цвет — зелёный.

## Личная жизнь
19 сентября 2009 года Робин Шу женился на Анне.

## Фильмография
| Год  |     | Русское название                      | Оригинальное название                         | Роль                         |
| ---- | --- | ------------------------------------- | --------------------------------------------- | ---------------------------- |
| 1987 | ф   | Крутой                                | Yat goh                                       | «Бурундук»                   |
| 1988 | ф   | Клетка смерти                         | Zhan long                                     | Лань Сыхань                  |
| 1988 | ф   | Большое дело                          | Cheng shi te jing                             | убийца                       |
| 1988 | ф   | При исполнении 3                      | Huang jia shi jie zhi III: Ci xiong da dao    | телохранитель Ямамото        |
| 1988 | ф   | Городская война                       | Sing si jin jang                              | киллер                       |
| 1989 | ф   | Налетчики на казино                   | Zhi zun wu shang                              | убийца                       |
| 1989 | ф   | Триады: Внутренние дела               | Wo zai hei she hui de ri zi                   | гробовщик                    |
| 1989 | ф   | Длинная рука закона 3                 | Sheng gang qi bing di san ji                  | 966                          |
| 1989 | ф   | Горящие амбиции                       | Long zhi zheng ba                             | парень из «Стального клуба»  |
| 1990 | ф   | Кипрские тигры                        | Dong fang lao hu                              | Томорики                     |
| 1990 | ф   | Фатальное истребление                 | Chi se da feng bao                            | Вай Лун                      |
| 1990 | с   | Улица «Желтая нить»                   | Yellowthread Street                           | Тони Сиу                     |
| 1990 | тф  | Запрещенные ночи                      | Forbidden Nights                              | Лян Хун                      |
| 1990 | ф   | Клетка тигра 2                        | Sai hak chin                                  | Уэйз Чау                     |
| 1991 | ф   | Ярость в красном                      | Hong tian long                                | ночной монстр                |
| 1991 | ф   | Восточные герои                       | Eastern Heroes                                | «Ястреб»                     |
| 1991 | ф   | При исполнении 6: Тайный арсенал      | Di xia bing gong chang                        | Пол                          |
| 1992 | ф   | Чёрная кошка 2                        | Hei mao II                                    | Робин                        |
| 1992 | ф   | Агент Интерпола                       | Zhi zun te jing                               | Ко Чи Пан                    |
| 1992 | ф   | Роковое задание                       | Zhi fa wei long                               | А-Лун                        |
| 1992 | с   | Солдат, солдат                        | Soldier Soldier                               | журналист Фенг               |
| 1993 | ф   | Пистолеты и розы                      | Long kua si hai zhi zhi ming qing ren         | Джой Гамсёй (Цзиньшуй)       |
| 1993 | ф   | Честь и слава                         | Zong heng tian xia                            | Дракон Ли                    |
| 1994 | ф   | Разыскиваемый                         | Long hu xin feng yun: Zhi tou hao tong ji fan | гангстер                     |
| 1995 | ф   | Смертельная битва                     | Mortal Kombat                                 | Лю Кан                       |
| 1997 | ф   | Ниндзя из Беверли-Хиллз               | Beverly Hills Ninja                           | Гобэй                        |
| 1997 | ф   | Смертельная битва 2: Истребление      | Mortal Kombat: Annihilation                   | Лю Кан                       |
| 1998 | с   | За гранью возможного                  | The Outer Limits                              | майор Рональд Нэгути         |
| 2003 | кор | Потерянное время: Кино                | Lost Time: The Movie                          | Эван                         |
| 2006 | в   | 18 пальцев смерти                     | 18 Fingers of Death!                          | Джеки Чон                    |
| 2006 | ф   | DOA: Живым или мёртвым                | DOA: Dead or Alive                            | пиратский лидер              |
| 2008 | ф   | Смертельная гонка                     | Death Race                                    | 14К                          |
| 2009 | ф   | Стритфайтер                           | Street Fighter: The Legend of Chun-Li         | Джен                         |
| 2009 | с   | Детектив Раш                          | Cold Case                                     | Чэнь Болинь                  |
| 2011 | ф   | Смертельная гонка 2: Франкенштейн жив | Death Race 2                                  | 14К                          |
| 2011 | ф   | Братья-пираты                         | Pirate Brothers                               | Санни                        |
| 2012 | ки  | Sleeping Dogs                         | Sleeping Dogs                                 | Конрой Ву/Роланд Хо, озвучка |
| 2012 | ф   | Смертельная гонка 3: Ад               | Death Race: Inferno                           | 14К                          |
| 2014 | кор | Чёрный тигр: Охота на охотника        | Black Tiger: Hunter Hunted                    | Пак Фонг                     |
| 2015 | тф  | Путь пустой руки                      | Way of the Empty Hand                         | Босс                         |